# Большой Северный
Большой Северный — упразднённый посёлок в Мамско-Чуйском районе Иркутской области России. Входил в Витимское городское поселение. Исключен из учётных данных в 2024 году.

## География
Находился на правом берегу реки Витим, в устье реки Большая Северная, в 7,5 км к юго-востоку от рабочего посёлка Витимский.

## История
Исключен из учётных данных в 2024 году.

## Население
| 2002 | 2010 | 2011 | 2012 |
| ---- | ---- | ---- | ---- |
| 0    | →0   | →0   | →0   |

## Транспорт
пристань Большой Северный.